# Borough of Newcastle-under-Lyme
Newcastle-under-Lyme ist ein Verwaltungsbezirk mit dem Status eines Borough in der Grafschaft Staffordshire in England. Verwaltungssitz ist die gleichnamige Stadt Newcastle-under-Lyme, in der mehr als die Hälfte der Bevölkerung lebt. Weitere bedeutende Orte sind Audley, Bradwell, Clayton, Cross Heath, Keele, Kidsgrove, Madeley, Porthill, Silverdale und Westlands.
Der Bezirk wurde am 1. April 1974 gebildet und entstand aus der Fusion des Municipal Borough Newcastle-under-Lyme, des Urban District Kidsgrove und des Rural District Newcastle-under-Lyme.
Koordinaten: 53° 1′ N, 2° 14′ W